# 友野富美子
友野 富美子（ともの ふみこ、1964年11月6日 - ）は、日本の女優・声優。東京都出身。

## 来歴
1993年にテアトル・エコー付属俳優養成所卒業。2001年からマウスプローモーションに所属していた。

## 出演作品

### 吹き替え
- あなたにムチュー
- アンディ・ラウの麻雀大将
- ER緊急救命室
- S.A.S. 英国特殊部隊
- CSI:マイアミ
- 新Dr.マーク・スローン
- ダラス
- バフィー 〜恋する十字架〜
- PQ-17 -対Uボート海戦-
- ヒストリーチャンネル/バイオグラフィー
- ヒットラー
- 名探偵モンク2

### ゲーム
- 東京バス案内

### 舞台
- 地蔵教由来（少女）
- スチャラカ花吹雪（妙心）
- 掏摸の家」（捨松）
- ドリーマーズ・オン・ザ・シップ（山田智子）
- 笛（あさ）